# 金日成花
金日成花（キム・イルソンばな、キム・イルソンファ）はインドネシアのボゴール植物園にて、同国の植物学者ブントの手により交配育種されたファレノプシス系デンドロビウム（ラン科セッコク属）交配種の一つ。
多年生の着生ランであり、高温多湿を好み他のファレノプシス系デンドロビウム同様耐寒性はない。花径は70-80mm程度であり、およそ100日ほど咲き続ける。花色は濃赤紫色で、花弁に明瞭な3つの白斑が認められる。

## 経緯
1965年にジャカルタで開催されたバンドン会議に参加した北朝鮮の金日成が同国のボゴール植物園を訪問した際、同園温室にてスカルノ大統領（当時）がそこで開発されたこの花に金日成を讃える旨の献名を申し出た。
金日成は一度は辞退したものの、スカルノが執拗に献名を勧めたのでそれを受けこの名になった、とされている。1970年に英国王立園芸協会（RHS)へ Dendrobium Kim Il Sung の名で正式に交配種名登録がなされたが、これは1964年に登録されたDendrobium Clara Bundtの異名同交配種でもある。但しRHSに登録されているClara Bundtのシノニム(正確には同タイプ異名）としての交配種名は,
2003年に登録されたKimilsungiaである
1965年時点においては、この花の栽培技術がまだ完成されておらず、スカルノはその栽培技術と共にそれを平壌へ届けると約束したので、その時点ではこの花は平壌へは渡らなかった。しかし、直後に9月30日事件が発生してスカルノは失脚、金日成花はボゴール植物園長や育種家のブントとともにしばらく行方不明となる。結局この花が平壌に渡ったのはそれから約10年後の1974年のことで、未解決だった栽培技術についてはその後に北朝鮮が独自に研究開発し、完成させたとされる。
失脚したスカルノが軟禁され、失意の日々を過ごしたのは、皮肉にも彼が献名を申し出たボゴール植物園のその温室であった。

## 現状
北朝鮮にもたらされた後、この花は同国イデオロギー宣伝のため政治的に利用された。その状態は金日成の死後、2009年現在にいたるまで継続しており、金正日は2005年4月6日に、朝鮮労働党中央委員会宣伝扇動部の責任幹部との談話において「金日成花は、自主時代の人類の心に咲いた不滅の花である」と発言している。
北朝鮮国内では、平壌から白頭山地区、延白原にいたるまで、各地でこの花を見ることができる。同国の中央植物園には金日成花原種圃が設けられており、その種子や苗を増産するとともに、熱帯産で耐寒性皆無のこの花を咲かすためだけに、冬は氷点下が当たり前の同国内にその数300を越える金日成花温室が建設された。
金日成の誕生日である太陽節（4月15日）を契機に、この花の誕生を祝う金日成花祭典が毎年平壌で開催され、その時期に平壌を訪ねれば多数のこの花を見ることができる。伝統的に、平壌に駐在する諸外国の大使は、毎年この花の花束を同祭典へ寄贈することになっている。
同国政府はこの花が五大陸すべての至る場所においても栽培されていると喧伝しているが、命名当時はともかく、その後40年間でファレノプシス系の品種改良が進んだ現在、この花の特徴ももはや陳腐化しており多くの園芸家からは忘れられた存在である。ゆえに同国以外では同国に何らかの形で関わっている場所や人、好事家の手による株以外、見かけることはまずない。

### 栽培所
- 平壌市 中央動物園・植物園
- 羅先市 金日成花・金正日花温室

## その他
金日成の息子、金正日を讃え開発された、金正日花の名を持つ球根ベゴニア園芸品種も存在する。どちらも熱帯産で北朝鮮には自然分布しておらず、ゆえに国花ではない。ちなみに同国の国花はオオヤマレンゲである。
2009年11月30日発行の新1ウォン硬貨の図案に用いられている。